# 존 로벅
존 로벅(John Roebuck, 1718년 ~ 1794년)은 영국의 화학공업가이다. 아버지는 금속공업가, 에든버러대학에서 의학을 배우고 블래크의 가르침을 받았다. 당시로는 최고의 과학교육을 받은 그는 그 지식을 바탕으로 철저하게 새로운 기술을 추구하였다. 처음 그는 버밍엄에서 병원을 개업하고 있었으나 연실법 황산제조에 성공하자 의사를 그만두고 기업에 전념하였다. 황산공업이 이익이 있자 그는 캐론에 대제철공장을 건설하였다. 이 공장에서는 새로 개발된 코크스 제철을 하였으며, 원료를 얻는 탄갱의 송풍 장치에는 뉴커먼의 증기 기관을 사용하고 새로운 기술로 정비하였다. 이 제철 공장의 기술로 코크스는 비로소 양질의 철을 생산할 수 있었다. 그러나 탄갱과 소다의 제조 실험용으로 파낸 암염갱(岩鹽坑)에 자금을 투자한 로벅은 파산 상태가 되어 사업을 포기하고 말았다. 이 때 그는 후원하고 있던 와트의 증기기관의 권리를 볼튼에게 양도하고 말았다.

## 같이 보기
- 연실법